# گاینسهایم (نویشتات)
گاینسهایم (به آلمانی: Geinsheim) یک منطقهٔ مسکونی در آلمان است که در نوی‌اشتات آن در واین‌اشترایه واقع شده‌است. گاینسهایم ۱٬۹۵۴ نفر جمعیت دارد.